# Burnin' (canción de Daft Punk)
«Burnin'» es una canción instrumental del género house por dúo Daft Punk de su álbum Homework. Es el tercer sencillo del álbum, publicado en 1997. El vídeo musical fue dirigido por Seb Janiak. Más tarde, la canción tuvo un remix titulado "Extravaganza" creada por la banda coreana BanYa para el juego de bailer Pump It Up. Elementos de "Burnin'" se combinaron con la canción "Too Long" en el álbum en vivo de Daft Punk, Alive 2007

## Vídeo musical
El video musical de "Burnin'" rinde homenaje a los productores del Chicago house en el que Daft Punk se inspiró. La escena de la fiesta en el video cuenta con DJ Sneak, Roger Sanchez, Derrick Carter, Roy Davis Jr., Paul Johnson, Robert Armani y DJ Hyperactive. Thomas Bangalter y Guy-Manuel de Homem-Christo de Daft Punk también hacen breves apariciones en el video como parte de la gente en la fiesta; Bangalter lleva gafas de sol y una sudadera con capucha, mientras que de Homem-Christo aparece con un traje rojo, gafas de sol y una peluca rubia. El video fue grabado en Chicago en un edificio de oficinas como escenario.
El vídeo empieza con un niño jugando con su camión de bomberos de juguete, mientras su padre cocina filete en un asador. La escena cambia a una fiesta en un edificio, en el que un fuego se empieza a esparcir sin que nadie en la fiesta lo note. Un equipo de bomberos llega, alerta y evacua a la gente. Se cree que el niño y su camión de alguna manera están relacionados con los bomberos del vídeo.

## Lista de canciones

### 12"(Virgin – VST 1649)[3]
1. «Burnin'» (Ian Pooley "Cut Up" Mix) – 5:20
2. «Burnin'» (Slam Mix) – 6:48
3. «Burnin'» (Original Mix) – 6:53
4. «Burnin'» (DJ Sneak "Mongowarrior" Mix) – 10:22
5. «Burnin'» (DJ Sneak Main Mix) – 9:10

### CD/EP(Virgin – VSCDT1649)[4]
1. «Burnin'» (versión editada) - 3:48
2. «Burnin'» (Ian Pooley "Cut Up" Mix) – 5:20
3. «Burnin'» (Slam Mix) – 6:48
4. «Burnin'» (Original Mix) – 6:53

## Posicionamiento en listas
| Lista (1997)                                | Máxima posición |
| ------------------------------------------- | --------------- |
| Australia (ARIA)                            | 151             |
| Bélgica (Flandes) (Ultratip Bubbling Under) | 6               |
| Bélgica (Valonia) (Ultratop 50)             | 38              |
| Finlandia (OFC)                             | 20              |
| Francia (SNEP)                              | 29              |
| Italia (FIMI)                               | 7               |
| Reino Unido (UK Singles Chart)              | 30              |